# Истод обыкновенный
Истод обыкновенный (лат. Polygala vulgaris) — многолетнее травянистое растение семейства Истодовых.

## Ботаническое описание

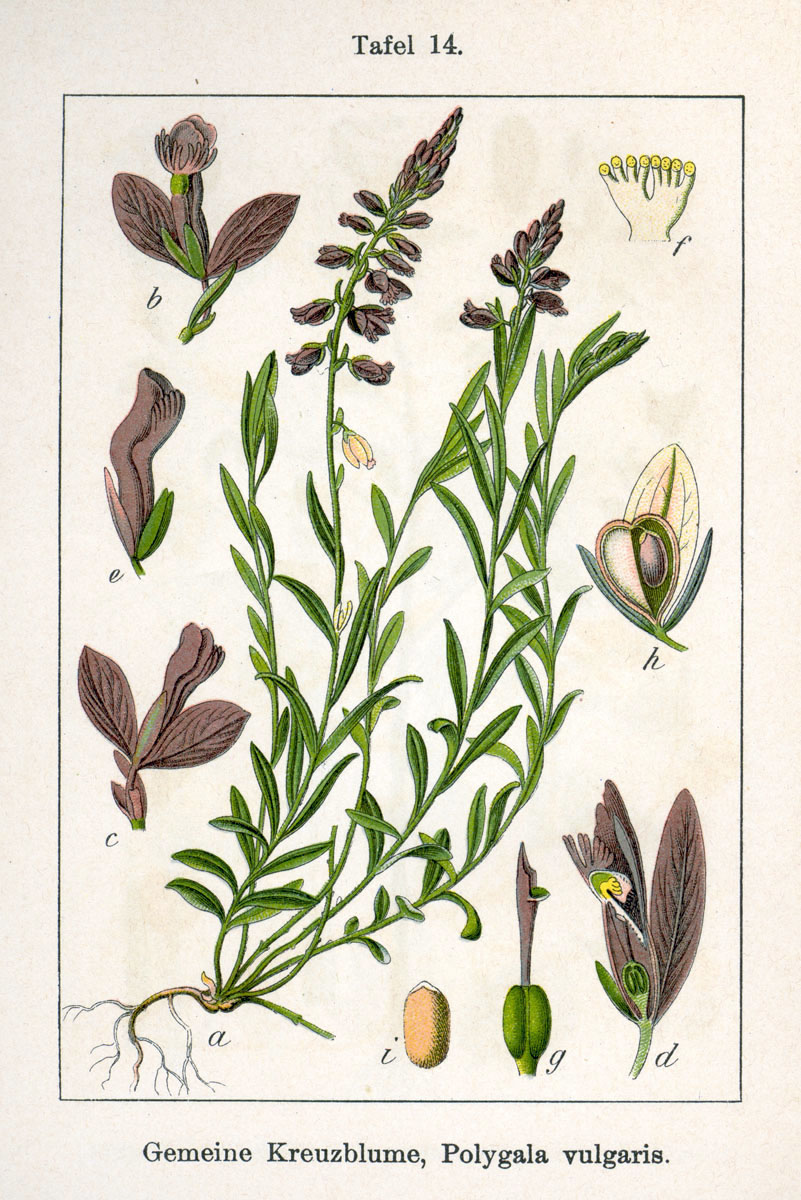

Корневище короткое, многоглавое, деревянистое, бурое. Стебель (часто их несколько) слабоветвящийся, в основании приподнимающийся, до 25 см высотой. Листья очередные, мелкие, цельные, нижние — яйцевидные, черешковые, розетку прикорневую не образуют, остальные – сидячие, заостренные, ланцетовидные (длиннее нижних). 
Цветки обоеполые, зигоморфные, на коротких цветоножках, синие, белые, реже красноватые, с овально-вытянутыми лепестками (5–7 мм), на верхушках ветвей образуют кисти. Период цветения – май—июнь, плоды созревают в июле—августе. Плоды представляют собой обратносердцевидные коробочки, сплюснутые с боков. Семена голые или волосистые, с присемянником.

## Экология
Растёт истод практически во всех умеренно тёплых зонах. Растение предпочитает влажные почвы и светлые места. Истод можно встретить по обочинам дорог, вдоль речных террас и откосов, на пастбищах и даже на сухих лугах.

## Применение
Истод содержит смолы, дубильные вещества, тритерпеновые сапонины (галловые кислоты и сенегин), флавоноиды, жирные и эфирные масла, горечи, спирт полигалит, лактоны.
Растение обладает вяжущим, противовоспалительным, противомикробным, секретолитическим, отхаркивающим, обволакивающим, кровоостанавливающим свойствами.
В лечебных целях используют траву и корни истода. Корни заготавливают осенью или ранней весной, траву собирают при цветении.
Из корней готовят отвары и настои, применяемые в качестве отхаркивающего средства при лечении бронхиальной астмы, пневмонии, хронического бронхита, эмфиземы. Они усиливают секрецию слизистых бронхов, что приводит к разжижению слизи. Отвары из корня также хорошо помогают при цистите. Настои из травы используют при поносах, катаре желудка и кишечника, а также для аппетита. Они способны увеличить лактацию у кормящих женщин.